# Chelaseius freni
Chelaseius freni är en spindeldjursart som beskrevs av Wolfgang Karg 1976. Chelaseius freni ingår i släktet Chelaseius och familjen Phytoseiidae. Inga underarter finns listade i Catalogue of Life.